# Motorcsónak
Motorcsónaknak a nagyobb méretű hajótesttel rendelkező, 4 kW vagy nagyobb teljesítményű motorral szerelt hajót nevezik. A 2 kW alatti teljesítményű (segéd)motorral meghajtott csónakot vagy ladikot motoros csónaknak, a kb. 30-40 lábnál hosszabb testűt motoros hajónak vagy jachtnak hívják. Az anyagát tekintve készülhet fából, műanyagból, fémből, vagy pedig ezek kombinációjából.

## A hajótestek szerinti csoportosításuk
A hajótesteket a tulajdonságuk szerint két fő csoportra oszthatjuk:
- siklótest: bizonyos (a gyártmánytól függően minimum kb. 20-25 km/h-s) sebesség elérésekor kiül a vízfelszínre, és gyakorlatilag a víz fölött halad. Így jóval kisebb a közegellenállása, ami gyorsabb haladást tesz lehetővé;
- úszótest: bármilyen sebességgel halad, a merülési mélysége nem változik.

## Kategóriái
- Open Line: kabin nélküli, nyitott szabadidő- vagy hobbihajó. Egész napos kirándulásra vagy kötetlen szórakozásra, többszemélyes hajózásra.

- Day Line: alacsony belmagasságú, szükségkabinnal ellátott szabadidő- vagy hobbihajó.

- Cabin Line: többnapos kirándulásra, kényelmes családi hajózásra, praktikus kabinnal, melyben kényelmesebb fekvőhelyek kerültek kialakításra, és adottak a többnapos ott-tartózkodáshoz szükséges feltételek is.

- Fisher Line: horgászhajó, kényelemesen használható szabad hátsó deckkel, kabinnal, bottartókkal, igény szerint speciális horgászszékkel.

- RIB (Rigid-Inflatable Boat – merev felfújható csónak): a felfújható és a hagyományos csónakok kiváló tulajdonságait ötvözi, azok hátrányai nélkül. Nagy előszeretettel alkalmazza többek között a rendőrség, a katonaság is. Könnyű alkalmazhatósága miatt kiváló mentőhajónak is.

## Hajtás
- Külső égésű motor

- Belső égésű motor:
  - benzinmotor: nagy teljesítmény, nagy (akár 40 l/h-s) fogyasztás;
  - dízelmotor: szerényebb teljesítmény, nagy nyomaték, kisebb fogyasztás – nagyobb jachtok, munkahajók számára;
- elektromos motor: kis teljesítmény (az utazási sebesség 6–8 km/h) és fogyasztási költségek (egy feltöltés kb. 500–1000 Ft). Környezetkímélő, ezért ott is használható, ahonnan a belső égésű motor ki van tiltva (pl. a Balaton, a Velencei-tó, folyók holtágai stb.) Az utóbbi években hatalmas fejlődésen ment keresztül: az akkumulátorok kapacitása elérte azt a mértéket, hogy bizonyos típusok teljes feltöltéssel átlagos, de akár 6-8 óra folyamatos használat mellett már kb. 50-60 km-t tudnak megtenni.